# WTA Tour 2014
El WTA Tour 2014 és el circuit de tennis professional femení de l'any 2014 organitzat per la WTA. La temporada inclou un total de 57 torneigs dividits en Grand Slams (organitzats per la ITF), torneigs WTA Premier, torneigs WTA International, el Commonwealth Bank Tournament of Champions i el Sony Ericsson Championships. Els torneigs es disputen entre el 30 de desembre de 2013 i el 2 de novembre de 2014.

## Calendari
Taula amb el calendari complet dels torneigs que pertanyen a la temporada 2014 de la WTA Tour. També s'inclouen les vencedores i les finalistes dels quadres individuals i dobles de cada torneig.
| Llegenda                 |
| ------------------------ |
| Grand Slam               |
| Year-end championships   |
| WTA Premier Mandatory    |
| WTA Premier 5            |
| WTA Premier              |
| WTA International        |
| Esdeveniments per equips |

| Data d'inici   | Torneig                        | Superfície       | Guanyadora/es                               | Finalista/es                                 |
| -------------- | ------------------------------ | ---------------- | ------------------------------------------- | -------------------------------------------- |
| 30 de desembre | Copa Hopman                    | Dura (i)         | França                                      | Polònia                                      |
| 30 de desembre | Brisbane                       | Dura             | Serena Williams                             | Viktória Azàrenka                            |
| 30 de desembre | Brisbane                       | Dura             | Al·la Kudriàvtseva / Anastassia Rodiónova   | Kristina Mladenovic / Galina Voskobóieva     |
| 30 de desembre | Shenzhen                       | Dura             | Li Na                                       | Peng Shuai                                   |
| 30 de desembre | Shenzhen                       | Dura             | Monica Niculescu / Klára Zakopalová         | Liudmila Kitxenok / Nadiya Kitxenok          |
| 30 de desembre | Auckland                       | Dura             | Ana Ivanović                                | Venus Williams                               |
| 30 de desembre | Auckland                       | Dura             | Sharon Fichman / Maria Sanchez              | Lucie Hradecká / Michaëlla Krajicek          |
| 6 de gener     | Sydney                         | Dura             | Tsvetana Pironkova                          | Angelique Kerber                             |
| 6 de gener     | Sydney                         | Dura             | Tímea Babos / Lucie Šafářová                | Sara Errani / Roberta Vinci                  |
| 6 de gener     | Hobart                         | Dura             | Garbiñe Muguruza                            | Klára Zakopalová                             |
| 6 de gener     | Hobart                         | Dura             | Monica Niculescu / Klára Zakopalová         | Lisa Raymond / Zhang Shuai                   |
| 13 de gener    | Open d'Austràlia               | Dura             | Li Na                                       | Dominika Cibulková                           |
| 13 de gener    | Open d'Austràlia               | Dura             | Sara Errani / Roberta Vinci                 | Iekaterina Makàrova / Ielena Vesninà         |
| 13 de gener    | Open d'Austràlia               | Dura             | Kristina Mladenovic / Daniel Nestor         | Sania Mirza / Horia Tecau                    |
| 27 de gener    | París                          | Dura (i)         | Anastassia Pavliutxénkova                   | Sara Errani                                  |
| 27 de gener    | París                          | Dura (i)         | Anna-Lena Grönefeld / Květa Peschke         | Tímea Babos / Kristina Mladenovic            |
| 27 de gener    | Pattaya                        | Dura             | Iekaterina Makàrova                         | Karolína Plíšková                            |
| 27 de gener    | Pattaya                        | Dura             | Peng Shuai / Zhang Shuai                    | Al·la Kudriàvtseva / Anastassia Rodiónova    |
| 3 de febrer    | Copa Federació (Primera ronda) |                  | Itàlia · Txèquia · Alemanya · Austràlia     | Estats Units · Espanya · Eslovàquia · Rússia |
| 10 de febrer   | Doha                           | Dura             | Simona Halep                                | Angelique Kerber                             |
| 10 de febrer   | Doha                           | Dura             | Hsieh Su-wei / Peng Shuai                   | Květa Peschke / Katarina Srebotnik           |
| 17 de febrer   | Rio de Janeiro                 | Terra batuda     | Kurumi Nara                                 | Klára Zakopalová                             |
| 17 de febrer   | Rio de Janeiro                 | Terra batuda     | Irina-Camelia Begu / María Irigoyen         | Johanna Larsson / Chanelle Scheepers         |
| 17 de febrer   | Dubai                          | Dura             | Venus Williams                              | Alizé Cornet                                 |
| 17 de febrer   | Dubai                          | Dura             | Al·la Kudriàvtseva / Anastassia Rodiónova   | Raquel Kops-Jones / Abigail Spears           |
| 24 de febrer   | Florianópolis                  | Dura             | Klára Zakopalová                            | Garbiñe Muguruza                             |
| 24 de febrer   | Florianópolis                  | Dura             | Anabel Medina Garrigues / Iaroslava Xvédova | Francesca Schiavone / Sílvia Soler Espinosa  |
| 24 de febrer   | Acapulco                       | Terra batuda     | Dominika Cibulková                          | Christina McHale                             |
| 24 de febrer   | Acapulco                       | Terra batuda     | Kristina Mladenovic / Galina Voskobóieva    | Petra Cetkovská / Iveta Melzer               |
| 3 de març      | Indian Wells                   | Dura             | Flavia Pennetta                             | Agnieszka Radwańska                          |
| 3 de març      | Indian Wells                   | Dura             | Hsieh Su-wei / Peng Shuai                   | Cara Black / Sania Mirza                     |
| 17 de març     | Miami                          | Dura             | Serena Williams                             | Li Na                                        |
| 17 de març     | Miami                          | Dura             | Martina Hingis / Sabine Lisicki             | Iekaterina Makàrova / Ielena Vesninà         |
| 31 de març     | Charleston                     | Terra batuda     | Andrea Petkovic                             | Jana Čepelová                                |
| 31 de març     | Charleston                     | Terra batuda     | Anabel Medina Garrigues / Iaroslava Xvédova | Chan Hao-ching / Chan Yung-jan               |
| 31 de març     | Monterrey                      | Dura             | Ana Ivanović                                | Jovana Jakšić                                |
| 31 de març     | Monterrey                      | Dura             | Darija Jurak / Megan Moulton-Levy           | Tímea Babos / Olga Govortsova                |
| 7 d'abril      | Katowice                       | Terra batuda     | Alizé Cornet                                | Camila Giorgi                                |
| 7 d'abril      | Katowice                       | Terra batuda     | Iulia Bèihelzimer / Olha Savtxuk            | Klára Koukalová / Monica Niculescu           |
| 7 d'abril      | Bogotà                         | Terra batuda     | Caroline Garcia                             | Jelena Janković                              |
| 7 d'abril      | Bogotà                         | Terra batuda     | Lara Arruabarrena / Caroline Garcia         | Vania King / Chanelle Scheepers              |
| 14 d'abril     | Copa Federació (Semifinals)    |                  | Txèquia · Alemanya                          | Itàlia · Austràlia                           |
| 14 d'abril     | Kuala Lumpur                   | Terra batuda     | Donna Vekić                                 | Dominika Cibulková                           |
| 14 d'abril     | Kuala Lumpur                   | Terra batuda     | Tímea Babos / Chan Hao-ching                | Chan Yung-jan / Zheng Saisai                 |
| 21 d'abril     | Stuttgart                      | Terra batuda (i) | Maria Xaràpova                              | Ana Ivanović                                 |
| 21 d'abril     | Stuttgart                      | Terra batuda (i) | Sara Errani / Roberta Vinci                 | Cara Black / Sania Mirza                     |
| 21 d'abril     | Marràqueix                     | Terra batuda     | María Teresa Torró Flor                     | Romina Oprandi                               |
| 21 d'abril     | Marràqueix                     | Terra batuda     | Garbiñe Muguruza / Romina Oprandi           | Katarzyna Piter / Marina Zanevska            |
| 28 d'abril     | Oeiras                         | Terra batuda     | Carla Suárez Navarro                        | Svetlana Kuznetsova                          |
| 28 d'abril     | Oeiras                         | Terra batuda     | Cara Black / Sania Mirza                    | Eva Hrdinová / Valéria Soloviova             |
| 5 de maig      | Madrid                         | Terra batuda     | Maria Xaràpova                              | Simona Halep                                 |
| 5 de maig      | Madrid                         | Terra batuda     | Sara Errani / Roberta Vinci                 | Garbiñe Muguruza / Carla Suárez Navarro      |
| 12 de maig     | Roma                           | Terra batuda     | Serena Williams                             | Sara Errani                                  |
| 12 de maig     | Roma                           | Terra batuda     | Květa Peschke / Katarina Srebotnik          | Sara Errani / Roberta Vinci                  |
| 19 de maig     | Nuremberg                      | Terra batuda     | Eugenie Bouchard                            | Karolína Plíšková                            |
| 19 de maig     | Nuremberg                      | Terra batuda     | Michaëlla Krajicek / Karolína Plíšková      | Raluca Olaru / Shahar Pe'er                  |
| 19 de maig     | Estrasburg                     | Terra batuda     | Mónica Puig                                 | Silvia Soler Espinosa                        |
| 19 de maig     | Estrasburg                     | Terra batuda     | Ashleigh Barty / Casey Dellacqua            | Tatiana Búa / Daniela Seguel                 |
| 26 de maig     | Roland Garros                  | Terra batuda     | Maria Xaràpova                              | Simona Halep                                 |
| 26 de maig     | Roland Garros                  | Terra batuda     | Hsieh Su-wei / Peng Shuai                   | Sara Errani / Roberta Vinci                  |
| 26 de maig     | Roland Garros                  | Terra batuda     | Anna-Lena Grönefeld / Jean-Julien Rojer     | Julia Görges / Nenad Zimonjić                |
| 9 de juny      | Birmingham                     | Gespa            | Ana Ivanović                                | Barbora Záhlavová-Strýcová                   |
| 9 de juny      | Birmingham                     | Gespa            | Raquel Kops-Jones / Abigail Spears          | Ashleigh Barty / Casey Dellacqua             |
| 16 de juny     | 's-Hertogenbosch               | Gespa            | Coco Vandeweghe                             | Zheng Jie                                    |
| 16 de juny     | 's-Hertogenbosch               | Gespa            | Marina Erakovic / Arantxa Parra Santonja    | Michaëlla Krajicek / Kristina Mladenovic     |
| 16 de juny     | Eastbourne                     | Gespa            | Madison Keys                                | Angelique Kerber                             |
| 16 de juny     | Eastbourne                     | Gespa            | Chan Hao-ching / Chan Yung-jan              | Martina Hingis / Flavia Pennetta             |
| 23 de juny     | Wimbledon                      | Gespa            | Petra Kvitová                               | Eugenie Bouchard                             |
| 23 de juny     | Wimbledon                      | Gespa            | Sara Errani / Roberta Vinci                 | Timea Babos / Kristina Mladenovic            |
| 23 de juny     | Wimbledon                      | Gespa            | Samantha Stosur / Nenad Zimonjić            | Chan Hao-Ching / Maks Mirni                  |
| 7 de juliol    | Bucarest                       | Terra batuda     | Simona Halep                                | Roberta Vinci                                |
| 7 de juliol    | Bucarest                       | Terra batuda     | Elena Bogdan / Alexandra Cadanțu            | Çağla Büyükakçay / Karin Knapp               |
| 7 de juliol    | Bad Gastein                    | Terra batuda     | Andrea Petkovic                             | Shelby Rogers                                |
| 7 de juliol    | Bad Gastein                    | Terra batuda     | Karolína Plíšková / Kristýna Plíšková       | Andreja Klepač / María Teresa Torró Flor     |
| 14 de juliol   | Bastad                         | Dura             | Mona Barthel                                | Chanelle Scheepers                           |
| 14 de juliol   | Bastad                         | Dura             | Andreja Klepač / María Teresa Torró Flor    | Jocelyn Rae / Anna Smith                     |
| 14 de juliol   | Istanbul                       | Dura             | Caroline Wozniacki                          | Roberta Vinci                                |
| 14 de juliol   | Istanbul                       | Dura             | Misaki Doi / Elina Svitolina                | Oksana Kalàixnikova / Paula Kania            |
| 21 de juliol   | Bakú                           | Dura             | Elina Svitolina                             | Bojana Jovanovski                            |
| 21 de juliol   | Bakú                           | Dura             | Alexandra Panova / Heather Watson           | Raluca Olaru / Shahar Pe'er                  |
| 28 de juliol   | Stanford                       | Dura             | Serena Williams                             | Angelique Kerber                             |
| 28 de juliol   | Stanford                       | Dura             | Garbiñe Muguruza / Carla Suárez Navarro     | Paula Kania / Kateřina Siniaková             |
| 28 de juliol   | Washington D.C.                | Dura             | Svetlana Kuznetsova                         | Kurumi Nara                                  |
| 28 de juliol   | Washington D.C.                | Dura             | Shuko Aoyama / Gabriela Dabrowski           | Hiroko Kuwata / Kurumi Nara                  |
| 4 d'agost      | Mont-real                      | Dura             | Agnieszka Radwańska                         | Venus Williams                               |
| 4 d'agost      | Mont-real                      | Dura             | Sara Errani / Roberta Vinci                 | Cara Black / Sania Mirza                     |
| 11 d'agost     | Cincinnati                     | Dura             | Serena Williams                             | Ana Ivanović                                 |
| 11 d'agost     | Cincinnati                     | Dura             | Raquel Kops-Jones / Abigail Spears          | Tímea Babos / Kristina Mladenovic            |
| 18 d'agost     | New Haven                      | Dura             | Petra Kvitová                               | Magdaléna Rybáriková                         |
| 18 d'agost     | New Haven                      | Dura             | Andreja Klepač / Sílvia Soler Espinosa      | Marina Erakovic / Arantxa Parra Santonja     |
| 25 d'agost     | US Open                        | Dura             | Serena Williams                             | Caroline Wozniacki                           |
| 25 d'agost     | US Open                        | Dura             | Iekaterina Makàrova / Ielena Vesninà        | Martina Hingis / Flavia Pennetta             |
| 25 d'agost     | US Open                        | Dura             | Sania Mirza / Bruno Soares                  | Abigail Spears / Santiago González           |
| 8 de setembre  | Ciutat del Quebec              | Moqueta (i)      | Mirjana Lučić-Baroni                        | Venus Williams                               |
| 8 de setembre  | Ciutat del Quebec              | Moqueta (i)      | Lucie Hradecká / Mirjana Lučić-Baroni       | Julia Görges / Andrea Hlaváčková             |
| 8 de setembre  | Hong Kong                      | Dura             | Sabine Lisicki                              | Karolína Plíšková                            |
| 8 de setembre  | Hong Kong                      | Dura             | Karolína Plíšková / Kristýna Plíšková       | Patricia Mayr-Achleitner / Arina Rodionova   |
| 8 de setembre  | Taixkent                       | Dura             | Karin Knapp                                 | Bojana Jovanovski                            |
| 8 de setembre  | Taixkent                       | Dura             | Aleksandra Krunić / Kateřina Siniaková      | Margarita Gasparyan / Alexandra Panova       |
| 15 de setembre | Tòquio                         | Dura             | Ana Ivanović                                | Caroline Wozniacki                           |
| 15 de setembre | Tòquio                         | Dura             | Cara Black / Sania Mirza                    | Garbiñe Muguruza / Carla Suárez Navarro      |
| 15 de setembre | Seül                           | Dura             | Karolína Plíšková                           | Varvara Lepchenko                            |
| 15 de setembre | Seül                           | Dura             | Lara Arruabarrena / Irina-Camelia Begu      | Mona Barthel / Mandy Minella                 |
| 15 de setembre | Canton                         | Dura             | Monica Niculescu                            | Alizé Cornet                                 |
| 15 de setembre | Canton                         | Dura             | Chuang Chia-jung / Liang Chen               | Alizé Cornet / Magda Linette                 |
| 22 de setembre | Wuhan                          | Dura             | Petra Kvitová                               | Eugenie Bouchard                             |
| 22 de setembre | Wuhan                          | Dura             | Martina Hingis / Flavia Pennetta            | Cara Black / Caroline Garcia                 |
| 29 de setembre | Pequín                         | Dura             | Maria Xaràpova                              | Petra Kvitová                                |
| 29 de setembre | Pequín                         | Dura             | Andrea Hlaváčková / Peng Shuai              | Cara Black / Sania Mirza                     |
| 6 d'octubre    | Linz                           | Dura (i)         | Karolína Plíšková                           | Camila Giorgi                                |
| 6 d'octubre    | Linz                           | Dura (i)         | Raluca Olaru / Anna Tatishvili              | Annika Beck / Caroline Garcia                |
| 6 d'octubre    | Osaka                          | Dura             | Samantha Stosur                             | Zarina Dias                                  |
| 6 d'octubre    | Osaka                          | Dura             | Shuko Aoyama / Renata Voráčová              | Lara Arruabarrena / Tatjana Maria            |
| 6 d'octubre    | Tientsin                       | Dura             | Alison Riske                                | Belinda Bencic                               |
| 6 d'octubre    | Tientsin                       | Dura             | Al·la Kudriàvtseva / Anastasia Rodionova    | Sorana Cîrstea / Andreja Klepač              |
| 13 d'octubre   | Moscou                         | Dura (i)         | Anastassia Pavliutxénkova                   | Irina-Camelia Begu                           |
| 13 d'octubre   | Moscou                         | Dura (i)         | Martina Hingis / Flavia Pennetta            | Caroline Garcia / Arantxa Parra Santonja     |
| 13 d'octubre   | Ciutat de Luxemburg            | Dura (i)         | Annika Beck                                 | Barbora Záhlavová-Strýcová                   |
| 13 d'octubre   | Ciutat de Luxemburg            | Dura (i)         | Timea Bacsinszky / Kristina Barrois         | Lucie Hradecká / Barbora Krejčíková          |
| 20 d'octubre   | Singapur                       | Dura (i)         | Serena Williams                             | Simona Halep                                 |
| 20 d'octubre   | Singapur                       | Dura (i)         | Cara Black / Sania Mirza                    | Hsieh Su-Wei / Peng Shuai                    |
| 27 d'octubre   | Sofia                          | Dura (i)         | Andrea Petkovic                             | Flavia Pennetta                              |
| 3 de novembre  | Copa Federació (Final)         |                  | Txèquia                                     | Alemanya                                     |

## Estadístiques
La següent taula mostra el nombre de títols aconseguits de forma individual (I), dobles (D) i dobles mixtes (X) aconseguits per cada tennista i també per països durant la temporada 2014. Els torneigs estan ordenats segons la seva categoria dins el calendari WTA Tour 2014: Grand Slams, Year-end championships, WTA Premier Tournaments i WTA International Tournaments. L'ordre de les jugadores s'ha establert a partir del nombre total de títols i després segons la quantitat de títols de cada categoria de torneigs.

### Títols per tennista
| Títols | Tennista                  | Grand Slams | Grand Slams | Grand Slams | Year-end championships | Year-end championships | Premier Mandatory | Premier Mandatory | Premier 5 | Premier 5 | Premier | Premier | International | International | Resum | Resum | Resum |
| Títols | Tennista                  | I           | D           | X           | I                      | D                      | I                 | D                 | I         | D         | I       | D       | I             | D             | I     | D     | X     |
| ------ | ------------------------- | ----------- | ----------- | ----------- | ---------------------- | ---------------------- | ----------------- | ----------------- | --------- | --------- | ------- | ------- | ------------- | ------------- | ----- | ----- | ----- |
| 7      | Serena Williams           | ●           |             |             | ●                      |                        | ●                 |                   | ●         |           | ●       |         |               |               | 7     | 0     | 0     |
| 5      | Sara Errani               |             | ●           |             |                        |                        |                   | ●                 |           | ●         |         | ●       |               |               | 0     | 5     | 0     |
| 5      | Roberta Vinci             |             | ●           |             |                        |                        |                   | ●                 |           | ●         |         | ●       |               |               | 0     | 5     | 0     |
| 5      | Peng Shuai                |             | ●           |             |                        |                        |                   | ●                 |           | ●         |         |         |               | ●             | 0     | 5     | 0     |
| 5      | Karolína Plíšková         |             |             |             |                        |                        |                   |                   |           |           |         |         | ●             | ●             | 2     | 3     | 0     |
| 4      | Maria Xaràpova            | ●           |             |             |                        |                        | ●                 |                   |           |           | ●       |         |               |               | 4     | 0     | 0     |
| 4      | Sania Mirza               |             |             | ●           |                        | ●                      |                   |                   |           |           |         | ●       |               | ●             | 0     | 3     | 1     |
| 4      | Ana Ivanović              |             |             |             |                        |                        |                   |                   |           |           | ●       |         | ●             |               | 4     | 0     | 0     |
| 3      | Hsieh Su-wei              |             | ●           |             |                        |                        |                   | ●                 |           | ●         |         |         |               |               | 0     | 3     | 0     |
| 3      | Petra Kvitová             | ●           |             |             |                        |                        |                   |                   | ●         |           | ●       |         |               |               | 3     | 0     | 0     |
| 3      | Cara Black                |             |             |             |                        | ●                      |                   |                   |           |           |         | ●       |               | ●             | 0     | 3     | 0     |
| 3      | Andrea Petkovic           |             |             |             | ●                      |                        |                   |                   |           |           | ●       |         | ●             |               | 3     | 0     | 0     |
| 3      | Flavia Pennetta           |             |             |             |                        |                        | ●                 |                   |           | ●         |         | ●       |               |               | 1     | 2     | 0     |
| 3      | Martina Hingis            |             |             |             |                        |                        |                   | ●                 |           | ●         |         | ●       |               |               | 0     | 3     | 0     |
| 3      | Al·la Kudriàvtseva        |             |             |             |                        |                        |                   |                   |           |           |         | ●       |               | ●             | 0     | 3     | 0     |
| 3      | Anastassia Rodiónova      |             |             |             |                        |                        |                   |                   |           |           |         | ●       |               | ●             | 0     | 3     | 0     |
| 3      | Garbiñe Muguruza          |             |             |             |                        |                        |                   |                   |           |           |         | ●       | ●             | ●             | 1     | 2     | 0     |
| 3      | Monica Niculescu          |             |             |             |                        |                        |                   |                   |           |           |         |         | ●             | ●             | 1     | 2     | 0     |
| 3      | Klára Zakopalová          |             |             |             |                        |                        |                   |                   |           |           |         |         | ●             | ●             | 1     | 2     | 0     |
| 2      | Anna-Lena Grönefeld       |             |             | ●           |                        |                        |                   |                   |           |           |         | ●       |               |               | 0     | 1     | 1     |
| 2      | Li Na                     | ●           |             |             |                        |                        |                   |                   |           |           |         |         | ●             |               | 2     | 0     | 0     |
| 2      | Iekaterina Makàrova       |             | ●           |             |                        |                        |                   |                   |           |           |         |         | ●             |               | 1     | 1     | 0     |
| 2      | Samantha Stosur           |             |             | ●           |                        |                        |                   |                   |           |           |         |         | ●             |               | 0     | 0     | 1     |
| 2      | Kristina Mladenovic       |             |             | ●           |                        |                        |                   |                   |           |           |         |         |               | ●             | 0     | 1     | 1     |
| 2      | Sabine Lisicki            |             |             |             |                        |                        |                   | ●                 |           |           |         |         | ●             |               | 1     | 1     | 0     |
| 2      | Raquel Kops-Jones         |             |             |             |                        |                        |                   |                   |           | ●         |         | ●       |               |               | 0     | 2     | 0     |
| 2      | Květa Peschke             |             |             |             |                        |                        |                   |                   |           | ●         |         | ●       |               |               | 0     | 2     | 0     |
| 2      | Abigail Spears            |             |             |             |                        |                        |                   |                   |           | ●         |         | ●       |               |               | 0     | 2     | 0     |
| 2      | Simona Halep              |             |             |             |                        |                        |                   |                   | ●         |           |         |         | ●             |               | 2     | 0     | 0     |
| 2      | Anastassia Pavliutxénkova |             |             |             |                        |                        |                   |                   |           |           | ●       |         |               |               | 2     | 0     | 0     |
| 2      | Carla Suárez Navarro      |             |             |             |                        |                        |                   |                   |           |           |         | ●       | ●             |               | 1     | 1     | 0     |
| 2      | Tímea Babos               |             |             |             |                        |                        |                   |                   |           |           |         | ●       |               | ●             | 0     | 2     | 0     |
| 2      | Chan Hao-ching            |             |             |             |                        |                        |                   |                   |           |           |         | ●       |               | ●             | 0     | 2     | 0     |
| 2      | Andreja Klepač            |             |             |             |                        |                        |                   |                   |           |           |         | ●       |               | ●             | 0     | 2     | 0     |
| 2      | Anabel Medina Garrigues   |             |             |             |                        |                        |                   |                   |           |           |         | ●       |               | ●             | 0     | 2     | 0     |
| 2      | Iaroslava Xvédova         |             |             |             |                        |                        |                   |                   |           |           |         | ●       |               | ●             | 0     | 2     | 0     |
| 2      | Caroline Garcia           |             |             |             |                        |                        |                   |                   |           |           |         |         | ●             | ●             | 1     | 1     | 0     |
| 2      | Mirjana Lučić-Baroni      |             |             |             |                        |                        |                   |                   |           |           |         |         | ●             | ●             | 1     | 1     | 0     |
| 2      | Elina Svitolina           |             |             |             |                        |                        |                   |                   |           |           |         |         | ●             | ●             | 1     | 1     | 0     |
| 2      | María Teresa Torró Flor   |             |             |             |                        |                        |                   |                   |           |           |         |         | ●             | ●             | 1     | 1     | 0     |
| 2      | Shuko Aoyama              |             |             |             |                        |                        |                   |                   |           |           |         |         |               | ●             | 0     | 2     | 0     |
| 2      | Lara Arruabarrena         |             |             |             |                        |                        |                   |                   |           |           |         |         |               | ●             | 0     | 2     | 0     |
| 2      | Irina-Camelia Begu        |             |             |             |                        |                        |                   |                   |           |           |         |         |               | ●             | 0     | 2     | 0     |
| 2      | Kristýna Plíšková         |             |             |             |                        |                        |                   |                   |           |           |         |         |               | ●             | 0     | 2     | 0     |
| 1      | Ielena Vesninà            |             | ●           |             |                        |                        |                   |                   |           |           |         |         |               |               | 0     | 1     | 0     |
| 1      | Andrea Hlaváčková         |             |             |             |                        |                        |                   | ●                 |           |           |         |         |               |               | 0     | 1     | 0     |
| 1      | Agnieszka Radwańska       |             |             |             |                        |                        |                   |                   | ●         |           |         |         |               |               | 1     | 0     | 0     |
| 1      | Katarina Srebotnik        |             |             |             |                        |                        |                   |                   |           | ●         |         |         |               |               | 0     | 1     | 0     |
| 1      | Madison Keys              |             |             |             |                        |                        |                   |                   |           |           | ●       |         |               |               | 1     | 0     | 0     |
| 1      | Tsvetana Pironkova        |             |             |             |                        |                        |                   |                   |           |           | ●       |         |               |               | 1     | 0     | 0     |
| 1      | Venus Williams            |             |             |             |                        |                        |                   |                   |           |           | ●       |         |               |               | 1     | 0     | 0     |
| 1      | Chan Yung-jan             |             |             |             |                        |                        |                   |                   |           |           |         | ●       |               |               | 0     | 1     | 0     |
| 1      | Lucie Šafářová            |             |             |             |                        |                        |                   |                   |           |           |         | ●       |               |               | 0     | 1     | 0     |
| 1      | Sílvia Soler Espinosa     |             |             |             |                        |                        |                   |                   |           |           |         | ●       |               |               | 0     | 1     | 0     |
| 1      | Mona Barthel              |             |             |             |                        |                        |                   |                   |           |           |         |         | ●             |               | 1     | 0     | 0     |
| 1      | Annika Beck               |             |             |             |                        |                        |                   |                   |           |           |         |         | ●             |               | 1     | 0     | 0     |
| 1      | Eugenie Bouchard          |             |             |             |                        |                        |                   |                   |           |           |         |         | ●             |               | 1     | 0     | 0     |
| 1      | Dominika Cibulková        |             |             |             |                        |                        |                   |                   |           |           |         |         | ●             |               | 1     | 0     | 0     |
| 1      | Alizé Cornet              |             |             |             |                        |                        |                   |                   |           |           |         |         | ●             |               | 1     | 0     | 0     |
| 1      | Karin Knapp               |             |             |             |                        |                        |                   |                   |           |           |         |         | ●             |               | 1     | 0     | 0     |
| 1      | Svetlana Kuznetsova       |             |             |             |                        |                        |                   |                   |           |           |         |         | ●             |               | 1     | 0     | 0     |
| 1      | Kurumi Nara               |             |             |             |                        |                        |                   |                   |           |           |         |         | ●             |               | 1     | 0     | 0     |
| 1      | Mónica Puig               |             |             |             |                        |                        |                   |                   |           |           |         |         | ●             |               | 1     | 0     | 0     |
| 1      | Alison Riske              |             |             |             |                        |                        |                   |                   |           |           |         |         | ●             |               | 1     | 0     | 0     |
| 1      | Coco Vandeweghe           |             |             |             |                        |                        |                   |                   |           |           |         |         | ●             |               | 1     | 0     | 0     |
| 1      | Donna Vekić               |             |             |             |                        |                        |                   |                   |           |           |         |         | ●             |               | 1     | 0     | 0     |
| 1      | Caroline Wozniacki        |             |             |             |                        |                        |                   |                   |           |           |         |         | ●             |               | 1     | 0     | 0     |
| 1      | Timea Bacsinszky          |             |             |             |                        |                        |                   |                   |           |           |         |         |               | ●             | 0     | 1     | 0     |
| 1      | Kristina Barrois          |             |             |             |                        |                        |                   |                   |           |           |         |         |               | ●             | 0     | 1     | 0     |
| 1      | Ashleigh Barty            |             |             |             |                        |                        |                   |                   |           |           |         |         |               | ●             | 0     | 1     | 0     |
| 1      | Iulia Bèihelzimer         |             |             |             |                        |                        |                   |                   |           |           |         |         |               | ●             | 0     | 1     | 0     |
| 1      | Elena Bogdan              |             |             |             |                        |                        |                   |                   |           |           |         |         |               | ●             | 0     | 1     | 0     |
| 1      | Alexandra Cadanțu         |             |             |             |                        |                        |                   |                   |           |           |         |         |               | ●             | 0     | 1     | 0     |
| 1      | Chuang Chia-jung          |             |             |             |                        |                        |                   |                   |           |           |         |         |               | ●             | 0     | 1     | 0     |
| 1      | Gabriela Dabrowski        |             |             |             |                        |                        |                   |                   |           |           |         |         |               | ●             | 0     | 1     | 0     |
| 1      | Casey Dellacqua           |             |             |             |                        |                        |                   |                   |           |           |         |         |               | ●             | 0     | 1     | 0     |
| 1      | Misaki Doi                |             |             |             |                        |                        |                   |                   |           |           |         |         |               | ●             | 0     | 1     | 0     |
| 1      | Marina Erakovic           |             |             |             |                        |                        |                   |                   |           |           |         |         |               | ●             | 0     | 1     | 0     |
| 1      | Sharon Fichman            |             |             |             |                        |                        |                   |                   |           |           |         |         |               | ●             | 0     | 1     | 0     |
| 1      | Lucie Hradecká            |             |             |             |                        |                        |                   |                   |           |           |         |         |               | ●             | 0     | 1     | 0     |
| 1      | María Irigoyen            |             |             |             |                        |                        |                   |                   |           |           |         |         |               | ●             | 0     | 1     | 0     |
| 1      | Darija Jurak              |             |             |             |                        |                        |                   |                   |           |           |         |         |               | ●             | 0     | 1     | 0     |
| 1      | Michaëlla Krajicek        |             |             |             |                        |                        |                   |                   |           |           |         |         |               | ●             | 0     | 1     | 0     |
| 1      | Aleksandra Krunić         |             |             |             |                        |                        |                   |                   |           |           |         |         |               | ●             | 0     | 1     | 0     |
| 1      | Liang Chen                |             |             |             |                        |                        |                   |                   |           |           |         |         |               | ●             | 0     | 1     | 0     |
| 1      | Megan Moulton-Levy        |             |             |             |                        |                        |                   |                   |           |           |         |         |               | ●             | 0     | 1     | 0     |
| 1      | Raluca Olaru              |             |             |             |                        |                        |                   |                   |           |           |         |         |               | ●             | 0     | 1     | 0     |
| 1      | Romina Oprandi            |             |             |             |                        |                        |                   |                   |           |           |         |         |               | ●             | 0     | 1     | 0     |
| 1      | Alexandra Panova          |             |             |             |                        |                        |                   |                   |           |           |         |         |               | ●             | 0     | 1     | 0     |
| 1      | Arantxa Parra Santonja    |             |             |             |                        |                        |                   |                   |           |           |         |         |               | ●             | 0     | 1     | 0     |
| 1      | Maria Sanchez             |             |             |             |                        |                        |                   |                   |           |           |         |         |               | ●             | 0     | 1     | 0     |
| 1      | Olha Savtxuk              |             |             |             |                        |                        |                   |                   |           |           |         |         |               | ●             | 0     | 1     | 0     |
| 1      | Kateřina Siniaková        |             |             |             |                        |                        |                   |                   |           |           |         |         |               | ●             | 0     | 1     | 0     |
| 1      | Anna Tatishvili           |             |             |             |                        |                        |                   |                   |           |           |         |         |               | ●             | 0     | 1     | 0     |
| 1      | Renata Voráčová           |             |             |             |                        |                        |                   |                   |           |           |         |         |               | ●             | 0     | 1     | 0     |
| 1      | Galina Voskobóieva        |             |             |             |                        |                        |                   |                   |           |           |         |         |               | ●             | 0     | 1     | 0     |
| 1      | Heather Watson            |             |             |             |                        |                        |                   |                   |           |           |         |         |               | ●             | 0     | 1     | 0     |
| 1      | Zhang Shuai               |             |             |             |                        |                        |                   |                   |           |           |         |         |               | ●             | 0     | 1     | 0     |

### Títols per estat
| Títols | País                 | Grand Slams | Grand Slams | Grand Slams | Year-end championships | Year-end championships | Premier Mandatory | Premier Mandatory | Premier 5 | Premier 5 | Premier | Premier | International | International | Resum | Resum | Resum |
| Títols | País                 | I           | D           | X           | I                      | D                      | I                 | D                 | I         | D         | I       | D       | I             | D             | I     | D     | X     |
| ------ | -------------------- | ----------- | ----------- | ----------- | ---------------------- | ---------------------- | ----------------- | ----------------- | --------- | --------- | ------- | ------- | ------------- | ------------- | ----- | ----- | ----- |
| 18     | Txèquia              | 1           |             |             |                        |                        |                   | 1                 | 1         | 1         | 1       | 2       | 3             | 8             | 6     | 12    | 0     |
| 16     | Estats Units         | 1           |             |             | 1                      |                        | 1                 |                   | 2         | 1         | 4       | 1       | 2             | 3             | 11    | 5     | 0     |
| 13     | Rússia               | 1           | 1           |             |                        |                        | 2                 |                   |           |           | 3       | 2       | 2             | 2             | 8     | 5     | 0     |
| 12     | Espanya              |             |             |             |                        |                        |                   |                   |           |           |         | 3       | 3             | 6             | 3     | 9     | 0     |
| 9      | Itàlia               |             | 2           |             |                        |                        | 1                 | 1                 |           | 2         |         | 2       | 1             |               | 2     | 7     | 0     |
| 9      | Alemanya             |             |             | 1           | 1                      |                        |                   | 1                 |           |           | 1       | 1       | 4             |               | 6     | 2     | 1     |
| 9      | Romania              |             |             |             |                        |                        |                   |                   | 1         |           |         |         | 2             | 6             | 3     | 6     | 0     |
| 8      | R.P. de la Xina      | 1           | 1           |             |                        |                        |                   | 2                 |           | 1         |         |         | 1             | 2             | 2     | 6     | 0     |
| 6      | República de la Xina |             | 1           |             |                        |                        |                   | 1                 |           | 1         |         | 1       |               | 2             | 0     | 6     | 0     |
| 6      | Austràlia            |             |             | 1           |                        |                        |                   |                   |           |           |         | 2       | 1             | 2             | 1     | 4     | 1     |
| 5      | França               |             |             | 1           |                        |                        |                   |                   |           |           |         |         | 2             | 2             | 2     | 2     | 1     |
| 5      | Suïssa               |             |             |             |                        |                        |                   | 1                 |           | 1         |         | 1       |               | 2             | 0     | 5     | 0     |
| 5      | Sèrbia               |             |             |             |                        |                        |                   |                   |           |           | 2       |         | 2             | 1             | 4     | 1     | 0     |
| 4      | Índia                |             |             | 1           |                        | 1                      |                   |                   |           |           |         | 1       |               | 1             | 0     | 3     | 1     |
| 4      | Croàcia              |             |             |             |                        |                        |                   |                   |           |           |         |         | 2             | 2             | 2     | 2     | 0     |
| 4      | Japó                 |             |             |             |                        |                        |                   |                   |           |           |         |         | 1             | 3             | 1     | 3     | 0     |
| 3      | Zimbàbue             |             |             |             |                        | 1                      |                   |                   |           |           |         | 1       |               | 1             | 0     | 3     | 0     |
| 3      | Eslovènia            |             |             |             |                        |                        |                   |                   |           | 1         |         | 1       |               | 1             | 0     | 3     | 0     |
| 3      | Kazakhstan           |             |             |             |                        |                        |                   |                   |           |           |         | 1       |               | 2             | 0     | 3     | 0     |
| 3      | Canadà               |             |             |             |                        |                        |                   |                   |           |           |         |         | 1             | 2             | 1     | 2     | 0     |
| 2      | Hongria              |             |             |             |                        |                        |                   |                   |           |           |         | 1       |               | 1             | 0     | 2     | 0     |
| 2      | Ucraïna              |             |             |             |                        |                        |                   |                   |           |           |         |         | 1             | 1             | 1     | 1     | 0     |
| 1      | Polònia              |             |             |             |                        |                        |                   |                   | 1         |           |         |         |               |               | 1     | 0     | 0     |
| 1      | Bulgària             |             |             |             |                        |                        |                   |                   |           |           | 1       |         |               |               | 1     | 0     | 0     |
| 1      | Dinamarca            |             |             |             |                        |                        |                   |                   |           |           |         |         | 1             |               | 1     | 0     | 0     |
| 1      | Eslovàquia           |             |             |             |                        |                        |                   |                   |           |           |         |         | 1             |               | 1     | 0     | 0     |
| 1      | Puerto Rico          |             |             |             |                        |                        |                   |                   |           |           |         |         | 1             |               | 1     | 0     | 0     |
| 1      | Argentina            |             |             |             |                        |                        |                   |                   |           |           |         |         |               | 1             | 0     | 1     | 0     |
| 1      | Bèlgica              |             |             |             |                        |                        |                   |                   |           |           |         |         |               | 1             | 0     | 1     | 0     |
| 1      | Nova Zelanda         |             |             |             |                        |                        |                   |                   |           |           |         |         |               | 1             | 0     | 1     | 0     |
| 1      | Països Baixos        |             |             |             |                        |                        |                   |                   |           |           |         |         |               | 1             | 0     | 1     | 0     |
| 1      | Regne Unit           |             |             |             |                        |                        |                   |                   |           |           |         |         |               | 1             | 0     | 1     | 0     |

## Rànquings
Les següents taules indiquen els rànquings de la WTA amb les vint millors tennistes individuals, i les deu millors parelles de la temporada 2014.

### Individual
| Rànquing individual WTA 2014 | Rànquing individual WTA 2014 | Rànquing individual WTA 2014 | Rànquing individual WTA 2014 | Rànquing individual WTA 2014 | Rànquing individual WTA 2014 |
| Pos.                         | Tennista                     | Punts                        | Torneigs                     | Ant.                         | Mov.                         |
| ---------------------------- | ---------------------------- | ---------------------------- | ---------------------------- | ---------------------------- | ---------------------------- |
| 1                            | Serena Williams              | 8.485                        | 18                           | 1                            | =                            |
| 2                            | Maria Xaràpova               | 7.050                        | 16                           | 4                            | 2                            |
| 3                            | Simona Halep                 | 6.292                        | 20                           | 11                           | 8                            |
| 4                            | Petra Kvitová                | 5.966                        | 19                           | 6                            | 2                            |
| 5                            | Ana Ivanović                 | 4.820                        | 22                           | 16                           | 11                           |
| 6                            | Agnieszka Radwańska          | 4.810                        | 21                           | 5                            | 1                            |
| 7                            | Eugenie Bouchard             | 4.715                        | 23                           | 32                           | 25                           |
| 8                            | Caroline Wozniacki           | 4.625                        | 20                           | 10                           | 2                            |
| 9                            | Li Na                        | 3.970                        | 14                           | 3                            | 6                            |
| 10                           | Angelique Kerber             | 3.480                        | 22                           | 9                            | 1                            |
| 11                           | Dominika Cibulková           | 3.052                        | 24                           | 23                           | 12                           |
| 12                           | Iekaterina Makàrova          | 2.970                        | 21                           | 24                           | 12                           |
| 13                           | Flavia Pennetta              | 2.861                        | 20                           | 31                           | 18                           |
| 14                           | Andrea Petkovic              | 2.780                        | 25                           | 44                           | 30                           |
| 15                           | Sara Errani                  | 2.775                        | 23                           | 7                            | 8                            |
| 16                           | Jelena Janković              | 2.675                        | 22                           | 8                            | 8                            |
| 17                           | Lucie Šafářová               | 2.615                        | 24                           | 29                           | 12                           |
| 18                           | Carla Suárez Navarro         | 2.410                        | 25                           | 17                           | 1                            |
| 19                           | Venus Williams               | 2.270                        | 18                           | 48                           | 29                           |
| 20                           | Alizé Cornet                 | 2.255                        | 24                           | 27                           | 7                            |

#### Evolució número 1
| Tennista        | Data inici | Data fi    | Setmanes |
| --------------- | ---------- | ---------- | -------- |
| Serena Williams | Final 2013 | Final 2014 | 52       |

### Dobles
| Rànquing dobles WTA 2014 | Rànquing dobles WTA 2014 | Rànquing dobles WTA 2014 | Rànquing dobles WTA 2014 | Rànquing dobles WTA 2014 | Rànquing dobles WTA 2014 |
| Pos.                     | Tennista                 | Punts                    | Torneigs                 | Ant.                     | Mov.                     |
| ------------------------ | ------------------------ | ------------------------ | ------------------------ | ------------------------ | ------------------------ |
| 1                        | Sara Errani              | 9.585                    | 19                       | 1                        | =                        |
| =                        | Roberta Vinci            | 9.585                    | 19                       | 1                        | =                        |
| 3                        | Peng Shuai               | 7.800                    | 16                       | 4                        | 1                        |
| 4                        | Cara Black               | 6.775                    | 24                       | 13                       | 9                        |
| 5                        | Hsieh Su-wei             | 6.510                    | 19                       | 3                        | 2                        |
| 6                        | Sania Mirza              | 6.470                    | 22                       | 9                        | 3                        |
| 7                        | Iekaterina Makàrova      | 5.580                    | 16                       | 7                        | =                        |
| 8                        | Ielena Vesninà           | 5.580                    | 15                       | 5                        | 3                        |
| 9                        | Kveta Peschke            | 5.000                    | 21                       | 16                       | 7                        |
| 10                       | Katarina Srebotnik       | 4.630                    | 20                       | 6                        | 4                        |
| 11                       | Martina Hingis           | 4.575                    | 14                       | 180                      | 169                      |
| 12                       | Raquel Kops-Jones        | 4.515                    | 22                       | 23                       | 11                       |
| =                        | Abigail Spears           | 4.515                    | 22                       | 23                       | 11                       |
| 14                       | Flavia Pennetta          | 4.200                    | 17                       | 32                       | 18                       |
| 15                       | Andrea Hlaváčková        | 4.065                    | 21                       | 11                       | 4                        |
| 16                       | Garbiñe Muguruza         | 4.045                    | 16                       | 153                      | 137                      |
| 17                       | Kristina Mladenovic      | 3.945                    | 24                       | 19                       | 2                        |
| 18                       | Al·la Kudriàvtseva       | 3.915                    | 24                       | 31                       | 13                       |
| 19                       | Anastasia Rodionova      | 3.915                    | 23                       | 25                       | 6                        |
| 20                       | Carla Suárez Navarro     | 3.870                    | 14                       | 59                       | 39                       |

| Rànquing parelles WTA 2014 | Rànquing parelles WTA 2014                | Rànquing parelles WTA 2014 | Rànquing parelles WTA 2014 | Rànquing parelles WTA 2014 | Rànquing parelles WTA 2014 |
| Pos.                       | Parella                                   | Punts                      | Torneigs                   | Ant.                       | Mov.                       |
| -------------------------- | ----------------------------------------- | -------------------------- | -------------------------- | -------------------------- | -------------------------- |
| 1                          | Roberta Vinci Sara Errani                 | 9.315                      | 18                         | 1                          | =                          |
| 2                          | Peng Shuai Hsieh Su-Wei                   | 5.262                      | 12                         | 2                          | =                          |
| 3                          | Cara Black Sania Mirza                    | 5.185                      | 21                         | −                          | Augment                    |
| 4                          | Ielena Vesninà Iekaterina Makàrova        | 5.130                      | 14                         | 4                          | =                          |
| 5                          | Raquel Kops-Jones Abigail Spears          | 4.240                      | 21                         | 9                          | 4                          |
| 6                          | Kveta Peschke Katarina Srebotnik          | 3.950                      | 18                         | −                          | Augment                    |
| 7                          | Carla Suárez Navarro Garbiñe Muguruza     | 3.515                      | 12                         | −                          | Augment                    |
| 8                          | Anastasia Rodionova Al·la Kudriàvtseva    | 3.410                      | 21                         | −                          | Augment                    |
| 9                          | Martina Hingis Flavia Pennetta            | 3.346                      | 8                          | −                          | Augment                    |
| 10                         | Anabel Medina Garrigues Iaroslava Xvédova | 2.625                      | 16                         | −                          | Augment                    |

#### Evolució número 1
| Tennista                  | Data inici           | Data fi              | Setmanes |
| ------------------------- | -------------------- | -------------------- | -------- |
| Roberta Vinci Sara Errani | Final 2013           | 16 de febrer de 2014 | 7        |
| Peng Shuai                | 17 de febrer de 2014 | 11 de maig de 2014   | 12       |
| Peng Shuai Hsieh Su-Wei   | 12 de maig de 2014   | 18 de maig de 2014   | 1        |
| Peng Shuai                | 19 de maig de 2014   | 8 de juny de 2014    | 3        |
| Peng Shuai Hsieh Su-Wei   | 9 de juny de 2014    | 6 de juliol de 2014  | 4        |
| Roberta Vinci Sara Errani | 7 de juliol de 2014  | Final 2014           | 25       |

## Premis
Els WTA Awards de la temporada 2014 es van atorgar a les següents tennistes:
- Serena Williams: Millor tennista de l'any (WTA Player Of The Year)[2]
- Sara Errani /  Roberta Vinci: Millor parella de l'any (WTA Doubles Team Of The Year)[3]
- Eugenie Bouchard: Tennista que més ha progressat de l'any (WTA Most Improved Player Of The Year)[4]
- Belinda Bencic: Millor tennista novell de l'any (WTA Newcomer Of The Year)[5]
- Mirjana Lucic-Baroni: Millor retorn de l'any (WTA Comeback Player Of The Year)[6]

## Distribució de punts
| Categoria                      | G    | F    | SF                                                                   | QF                                                                   | R16                                                                  | R32                                                                  | R64                                                                  | R128                                                                 | Q                                                                    | Q3                                                                   | Q2                                                                   | Q1                                                                   |
| Grand Slam (I)                 | 2000 | 1300 | 780                                                                  | 430                                                                  | 240                                                                  | 130                                                                  | 70                                                                   | 10                                                                   | 40                                                                   | 30                                                                   | 20                                                                   | 2                                                                    |
| Grand Slam (D)                 | 2000 | 1300 | 780                                                                  | 430                                                                  | 240                                                                  | 130                                                                  | 10                                                                   | –                                                                    | 40                                                                   | –                                                                    | –                                                                    | –                                                                    |
| WTA Finals (I/D)               | +810 | +360 | (230 per cada victòria en la ronda Round Robin, 70 per cada derrota) | (230 per cada victòria en la ronda Round Robin, 70 per cada derrota) | (230 per cada victòria en la ronda Round Robin, 70 per cada derrota) | (230 per cada victòria en la ronda Round Robin, 70 per cada derrota) | (230 per cada victòria en la ronda Round Robin, 70 per cada derrota) | (230 per cada victòria en la ronda Round Robin, 70 per cada derrota) | (230 per cada victòria en la ronda Round Robin, 70 per cada derrota) | (230 per cada victòria en la ronda Round Robin, 70 per cada derrota) | (230 per cada victòria en la ronda Round Robin, 70 per cada derrota) | (230 per cada victòria en la ronda Round Robin, 70 per cada derrota) |
| WTA Premier Mandatory (96I)    | 1000 | 650  | 390                                                                  | 215                                                                  | 120                                                                  | 65                                                                   | 35                                                                   | 10                                                                   | 30                                                                   | –                                                                    | 20                                                                   | 2                                                                    |
| WTA Premier Mandatory (64/60I) | 1000 | 650  | 390                                                                  | 215                                                                  | 120                                                                  | 65                                                                   | 10                                                                   | –                                                                    | 30                                                                   | –                                                                    | 20                                                                   | 2                                                                    |
| WTA Premier Mandatory (28/32D) | 1000 | 650  | 390                                                                  | 215                                                                  | 120                                                                  | 10                                                                   | –                                                                    | –                                                                    | –                                                                    | –                                                                    | –                                                                    | –                                                                    |
| WTA Premier 5 (56I, 64Q)       | 900  | 585  | 350                                                                  | 190                                                                  | 105                                                                  | 60                                                                   | 1                                                                    | –                                                                    | 30                                                                   | 22                                                                   | 15                                                                   | 2                                                                    |
| WTA Premier 5 (56I, 48/32Q)    | 900  | 585  | 350                                                                  | 190                                                                  | 105                                                                  | 60                                                                   | 1                                                                    | –                                                                    | 30                                                                   | –                                                                    | 20                                                                   | 1                                                                    |
| WTA Premier 5 (28D)            | 900  | 585  | 350                                                                  | 190                                                                  | 105                                                                  | 1                                                                    | –                                                                    | –                                                                    | –                                                                    | –                                                                    | –                                                                    | –                                                                    |
| WTA Premier 5 (16D)            | 900  | 585  | 350                                                                  | 190                                                                  | 1                                                                    | –                                                                    | –                                                                    | –                                                                    | –                                                                    | –                                                                    | –                                                                    | –                                                                    |
| WTA Premier (56I)              | 470  | 305  | 185                                                                  | 100                                                                  | 55                                                                   | 30                                                                   | 1                                                                    | –                                                                    | 25                                                                   | –                                                                    | 13                                                                   | 1                                                                    |
| WTA Premier (32I)              | 470  | 305  | 185                                                                  | 100                                                                  | 55                                                                   | 1                                                                    | –                                                                    | –                                                                    | 25                                                                   | 18                                                                   | 13                                                                   | 1                                                                    |
| WTA Premier (16D)              | 470  | 305  | 185                                                                  | 100                                                                  | 1                                                                    | –                                                                    | –                                                                    | –                                                                    | –                                                                    | –                                                                    | –                                                                    | –                                                                    |
| Tournament of Champions (I)    | +195 | +75  | (60 per cada victòria en la ronda Round Robin, 25 per cada derrota)  | (60 per cada victòria en la ronda Round Robin, 25 per cada derrota)  | (60 per cada victòria en la ronda Round Robin, 25 per cada derrota)  | (60 per cada victòria en la ronda Round Robin, 25 per cada derrota)  | (60 per cada victòria en la ronda Round Robin, 25 per cada derrota)  | (60 per cada victòria en la ronda Round Robin, 25 per cada derrota)  | (60 per cada victòria en la ronda Round Robin, 25 per cada derrota)  | (60 per cada victòria en la ronda Round Robin, 25 per cada derrota)  | (60 per cada victòria en la ronda Round Robin, 25 per cada derrota)  | (60 per cada victòria en la ronda Round Robin, 25 per cada derrota)  |
| WTA International (32I, 32Q)   | 280  | 180  | 110                                                                  | 60                                                                   | 30                                                                   | 1                                                                    | –                                                                    | –                                                                    | 18                                                                   | 14                                                                   | 10                                                                   | 1                                                                    |
| WTA International (32I, 16Q)   | 280  | 180  | 110                                                                  | 60                                                                   | 30                                                                   | 1                                                                    | –                                                                    | –                                                                    | 18                                                                   | –                                                                    | 12                                                                   | 1                                                                    |
| WTA International (16D)        | 280  | 180  | 110                                                                  | 60                                                                   | 1                                                                    | –                                                                    | –                                                                    | –                                                                    | –                                                                    | –                                                                    | –                                                                    | –                                                                    |